# Alberto Larraguibel
Alberto René Larraguibel Morales (Angol, Región de La Araucanía; 30 de mayo de 1919-Santiago, Región Metropolitana de Santiago; 12 de abril de 1995) fue un militar y jinete chileno.
Como militar, permaneció en el Ejército de Chile entre 1938 y 1979, cuando se retiró con el grado de coronel; sirvió en diversas unidades del Ejército y ocupó el cargo de comandante del Regimiento de Caballería n.º 3 «Húsares» del General José Miguel Carrera y Verdugo en el periodo 1966-1968. Como jinete, tuvo varios logros en la equitación —entre ellos, dos medallas de oro en los Juegos Panamericanos de 1951—; el principal fue la plusmarca de salto alto, que batió en Viña del Mar el 5 de febrero de 1949 junto con su caballo Huaso al saltar 2,47 metros. Después de numerosos intentos, esta no ha sido batida, siendo una de las más antiguas en la historia de los deportes.
Fue declarado «Hijo Ilustre» de su ciudad natal en 1987, y un monumento en bronce, emplazado en Viña del Mar en 2007, conmemora su récord.

## Vida familiar y estudios
Fue el hijo mayor de Alberto Larraguibel Fierro, funcionario de ferrocarriles, y de Filomena Morales Almuna. Estudió en el Liceo de Angol y en el Seminario de Concepción.
Se casó el 29 de noviembre de 1950 en la Escuela de Caballería de Quillota con Silvia Stieb Sauvalle, con quien tuvo cuatro hijos: María de la Luz, Sylvia, Alberto y María Angélica. Enviudó en 1984 y murió de cáncer de pulmón a los 75 años de edad; sus restos se encuentran en el Cementerio Católico de la capital chilena.

## Carrera militar
El 1 de enero de 1938 ingresó a la Escuela Militar del Libertador Bernardo O'Higgins de Santiago, de donde egresó dos años más tarde. Fue destinado a Angol, donde comenzó a destacar en los concursos de equitación y llegó a ser parte del equipo ecuestre del Regimiento «Húsares». Obtuvo resultados que lo llevaron a ser nombrado alumno del curso extraordinario de equitación, que dictó el coronel Rafael Monti, recién llegado de una estadía en Europa, en la Escuela de Caballería General Ramón Freire, como se llamaba entonces, en Quillota en 1946. Tras completar el curso, se tituló como maestro de equitación el 16 de enero de 1947. Representó a Chile en múltiples competencias nacionales e internacionales, con destacadas participaciones.
Posteriormente, sirvió en diversas unidades militares del Ejército —como el Regimiento «Cazadores», el Regimiento «Coraceros», la Academia de Guerra, el Depósito Central de Remontas, el Regimiento «Guías», la Comandancia del Haras Nacional, la Dirección de Fomento Equino y Remonta y la Dirección de Logística—. Entre 1966 y 1968 fue comandante del Regimiento de Caballería n.º 3 «Húsares» del General José Miguel Carrera y Verdugo. El 1 de agosto de 1973 pasó a retiro; sin embargo, el 17 de septiembre de 1976 volvió al servicio activo del Ejército. Se retiró definitivamente de la institución en 1979.

## Carrera deportiva

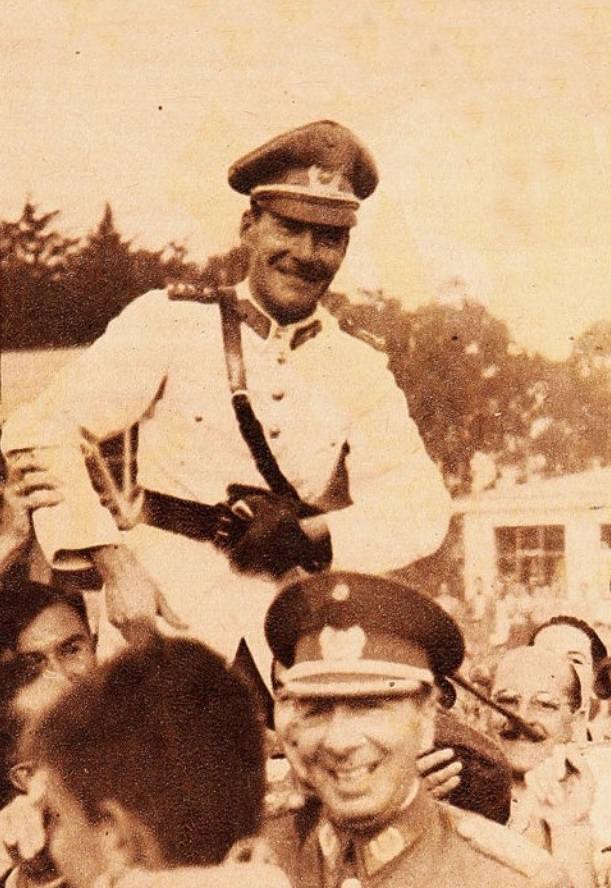
Larraguibel es ovacionado por el público durante un campeonato ecuestre. Fotografía de revista Estadio (1950)

Desde el inicio de su trayectoria deportiva, tuvo destacadas participaciones en competencias nacionales e internacionales.
En 1947 recibió a Faithful, un caballo sin buenos resultados en los hipódromos, que fue posteriormente rebautizado como Huaso. Lo entrenó en salto alto y juntos obtuvieron importantes logros, como el récord sudamericano que batió en las canchas del Regimiento de Caballería n.º 4 «Coraceros» de Viña del Mar el 1 de febrero de 1948 con 2,37 m. Entre 1949 y 1950, cuando ya era campeón de equitación y plusmarquista, fue nombrado adjunto de la embajada chilena en Francia, donde ingresó como «observador» a la Escuela de equitación de Fontainebleau y a la Escuela de adiestramiento de Saumur. Más tarde fue incluido en el equipo de Francia, junto con «los cuatro mejores jinetes de ese país», que ganó el Concurso Oficial Internacional de Argelia. Después integró el equipo chileno durante una gira por Europa y América del Sur, donde compitió en Roma, Lucerna, Madrid, Lisboa y Río de Janeiro.
Formó parte del equipo representativo de Chile en los Juegos Panamericanos de 1951 en Buenos Aires, donde se adjudicó dos medallas de oro en los concursos de saltos, Premio de las Naciones: una individual montando a Julepe y otra por equipos junto con los oficiales de Ejército Ricardo Echeverría y Joaquín Larraín, y de Carabineros César Mendoza. Al año siguiente, los jinetes chilenos se prepararon para disputar los Juegos Olímpicos de Helsinki 1952 participando en competiciones en Europa, donde «logra[ron] formidables actuaciones en Niza, Roma, Madrid, Düsseldorf y Hamburgo»; sin embargo, Larraguibel no pudo integrar el equipo de salto en las Olimpiadas debido a un accidente que sufrió en Niza —pese a su ausencia, el equipo de Chile, integrado por los oficiales de Carabineros Óscar Cristi y César Mendoza y por el capitán de Ejército Ricardo Echeverría, obtuvo dos medallas de plata en las pruebas de salto individual y por equipos—.
Más tarde, se adjudicó diez medallas de oro en pruebas de saltos y adiestramiento en Argentina, Brasil, Canadá, Estados Unidos, México y Venezuela, «siendo uno de los mejores montados para recorridos de Grandes Copas». Posteriormente, continuó ligado a la actividad ecuestre organizando concursos oficiales de la especialidad.
En 1951 el Círculo de Cronistas Deportivos de Chile lo nominó como el mejor deportista de equitación.

## Marca mundial

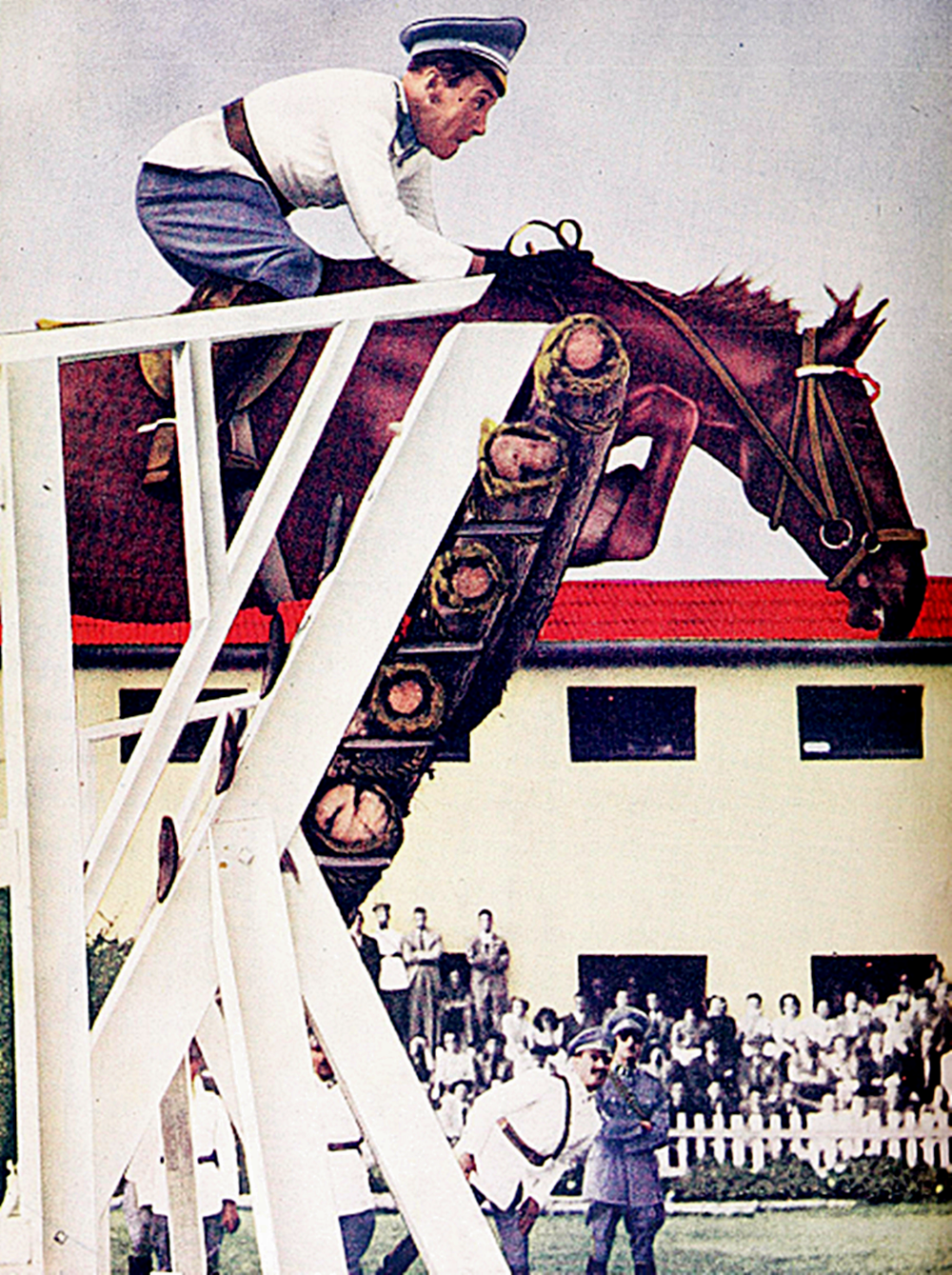
Imagen de revista Estadio (1949)

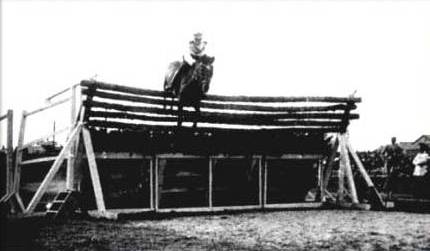
Otra imagen del récord mundial

En el jardín de saltos del Regimiento de Caballería n.º 4 «Coraceros» de Viña del Mar a las 18:04 horas del 5 de febrero de 1949, el entonces capitán Alberto Larraguibel y su caballo Huaso superaron los 2,47 metros de altura. Con esta marca, batieron la anterior de 2,44 metros, en manos del jinete italiano Antonio Gutierrez con Osoppo, establecida en Roma el 27 de octubre de 1938. Asistieron cinco mil personas, entre las que se contaban el presidente de la República Gabriel González Videla, seis jueces internacionales y la tripulación del buque escuela francés Jeanne d'Arc.
Esta prueba estaba inserta en el programa del Concurso Hípico Internacional, donde participaban los equipos de salto de Bolivia, Chile y Colombia. En la final, estaban los binomios del capitán Alberto Larraguibel y Huaso y el del teniente Luis Riquelme y Chileno. El primer salto fue de más de 1,80 metros de altura; tanto Chileno como Huaso lo superaron en el primer intento. El segundo fue de 2,14 metros; Huaso lo pasó en el primer intento —después de saltar el obstáculo, Larraguibel se arrojó al suelo cuando su cabalgadura tropezó al tomar tierra— y Chileno, en el segundo. La siguiente altura fue de 2,47 metros para batir el récord mundial. Chileno no pudo pasarla en sus tres intentos —Riquelme cayó en la tercera ocasión—.

En el primer intento, calculé mal la distancia y le permití rehusar [...] En el segundo, debo haberme equivocado en un centímetro porque "Huaso" pasó las manos, pero rozó con el vientre y las patas posteriores y botó la vara.
Alberto Larraguibel.

Después de dos intentos, en el tercero el binomio de Larraguibel y Huaso saltó limpiamente logrando el récord mundial.

Quedaba el tercer y último intento. Volví a calcular las batidas [...] Lo conduje por última vez frente al salto, le hablé, lo acaricié, le transmití toda mi fuerza y mi fe y le dije: 'Huaso, esta es nuestra oportunidad. Ahora o nunca' [y en el instante preciso nos elevamos...] Picó justo donde me lo había fijado y en un accionar mágico de elasticidad, potencia, decisión y armonía, voló por el aire [...] El momento más difícil fue la cúspide del salto. Mis ojos estaban a cuatro metros de altura y tenía la sensación de caer en picada. La más leve vacilación en mí, "Huaso" la habría sentido, habría dejado sus patas atrás y hubiéramos rodado juntos, pero pasamos. Fue un momento eterno. No escuché un solo grito y pensé que algo había salido mal, aunque no sentí caer las varas[; habíamos salvado] el obstáculo con cero faltas.
Alberto Larraguibel.

Los jueces internacionales certificaron el salto y, en medio de las celebraciones, el público asistente interpretó el himno chileno. La marca fue homologada por la comisión de récords de la Federación Ecuestre Internacional (FEI) el 28 de mayo de 1949.
Cuando se cumplieron veinticinco años del récord mundial, se le concedió «por gracia» el ascenso al grado de coronel mediante el decreto ley 309 de 1974. En 1979, al conmemorarse treinta años, la periodista María Angélica de Luigi le preguntó si creía imposible que alguien lo batiera:

No. Yo estoy convencido de que es posible. Sólo es necesario que se dé, como se me dio a mí, esa armonía perfecta de caballo y jinete, de equilibrio y velocidad, y que haya otro hombre dispuesto a lanzar su corazón por encima del obstáculo e irlo a buscar, sin vacilaciones, al otro lado.
Alberto Larraguibel.

## Homenajes

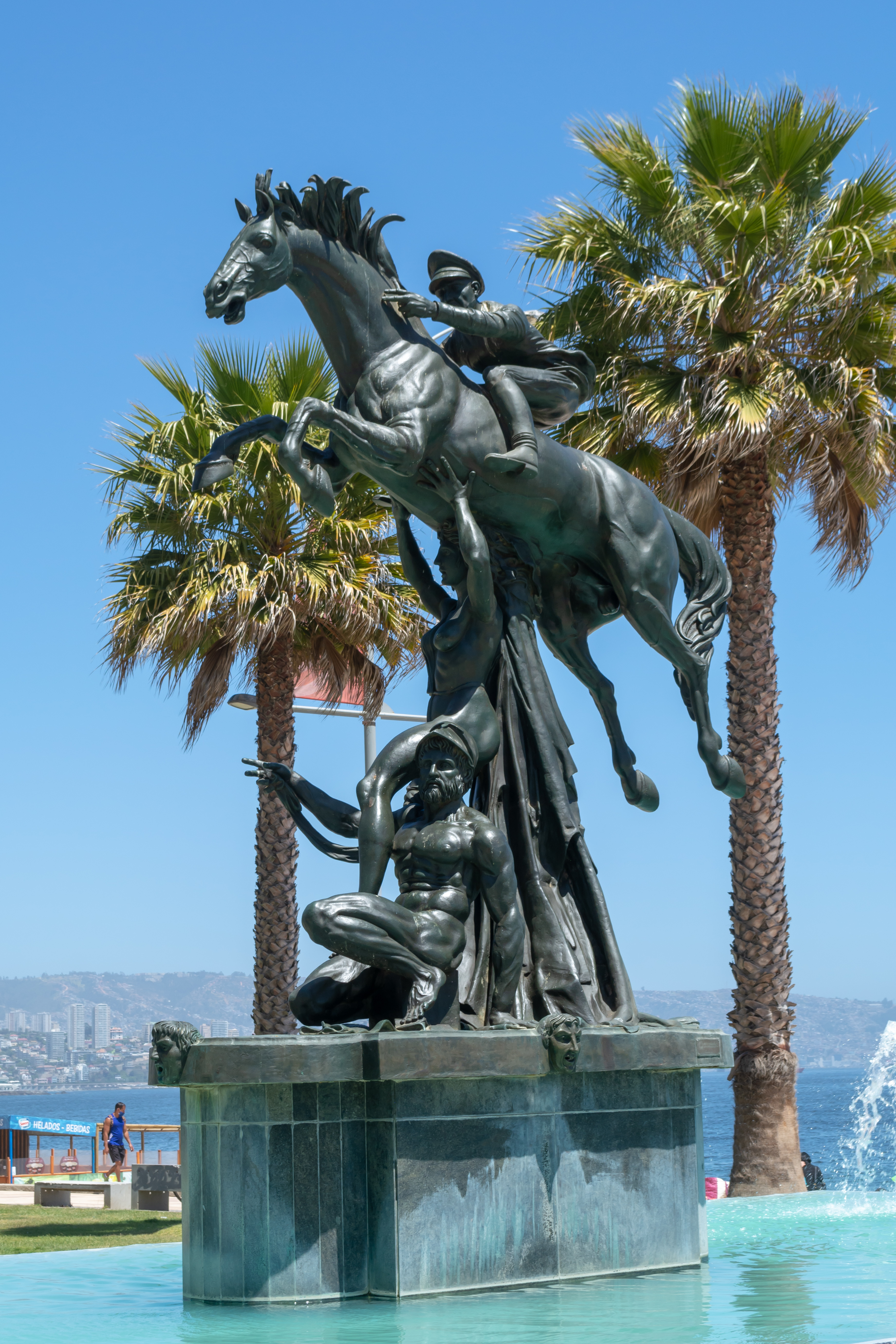
Monumento en Viña del Mar

La Escuela de Equitación del Ejército de Chile, ubicada dentro del Campo Militar San Isidro del General Ricardo Izurieta Caffarena en Quillota, donde se encuentra una copia de la valla del histórico salto de 1949, y el estadio municipal de Angol llevan su nombre. El 7 de diciembre de 1987, fue nombrado «Hijo Ilustre» de su ciudad natal. El 5 de febrero de 1999, Correos de Chile emitió un sello postal conmemorativo por el cincuentenario del salto.
En la plazoleta situada en la esquina de las avenidas Américo Vespucio con Departamental, en la comuna de La Florida, se levantó una réplica del obstáculo de 2,47 metros de altura. Posteriormente, por medio de la ley 19417 de 1995, se autorizó la erección de dos monumentos para honrarlo: uno en Angol y otro en Viña del Mar.
El 14 de diciembre de 2007, se inauguró el monumento «Capitán de Ejército Alberto Larraguibel», ubicado en la Avenida Jorge Montt, en el paseo costero de Las Salinas, justo enfrente de donde antiguamente se encontraba el Regimiento de Caballería n.º 4 «Coraceros». La figura fue obra de Francisco Javier Torres y tuvo un coste de 85 millones de pesos; es de bronce, mide 4,2 metros de altura y pesa cerca de cuatro toneladas. Está compuesta de tres secciones: la base —con alegorías de la Fuerza y la Victoria sosteniendo al caballo—; el caballo Huaso, y el jinete Alberto Larraguibel.
En 2013 el motor de búsqueda Google conmemoró el 64.º aniversario del salto con un doodle en su página principal.